# Ли Мјангбак
Ли Мјангбак (19. децембар 1941, Осака, Јапан) је корејски политичар и бивши председник Јужне Кореје. У политичкој каријери је био и градоначелик Сеула.

## Одрастање и образовање
Ли Мјангбак је рођен 19. децембра 1941. Отац му је био Ли Чунг (радио је на једној фарми у Јапану), а мајка Чае Таевон (домаћица). Има три брата и три сестре, а рођен је као пето дете. Након завршетка Другог светског рата враћа се у очев родни град Поханг у Јужној Кореји. 
У Похангу завршава средњу школу и затим се уписује на Корејски универзитет. Године 1964, на трећој години студија, бирају га за председника студенстког савета. Исте године учествује у студентским протестима против председника Парк Чунг Хија. Због планирања побуне, Врховни суд Јужне Кореје осудио га је на три године затвора. У затвору Саодаемун је провео мало мање од три месеца.
Ожењен је за Ким Јун-Ок и има три ћерке и једног сина. Иако се тек запослио, бива послан на Тајланд да учествује у једном пројекту. Пројекат је био успешан и 1968. се враћа у Кореју. Добија посао у фабрици Хјундаји у Сеулу. У фабрици добија надимак „булдожер“, јер је сам поправио потпуно неисправан булдожер захваљујући добром познавању механике. 
Са 29. година постаје директор компаније, иако је у њој провео само пет година. Након 27 година проведених у Хјундајиу напушта фирму и улази у политику.